# Púng Bánh
Púng Bánh est une ville à niveau communal (thị trấn), située dans le district de Sốp Cộp (province de Sơn La, Viêt Nam).

## Géographie
Púng Bánh a une superficie de 150.81 km².

## Histoire
La commune a été créée en 1986.

## Politique
Le code administratif de la commune est 04228.

## Démographie
En 1999, la commune comptait 5 639 habitants.

## Sources
- (vi) Cet article est partiellement ou en totalité issu de l’article de Wikipédia en vietnamien intitulé « Púng Bánh » (voir la liste des auteurs).